# Air Caledonian

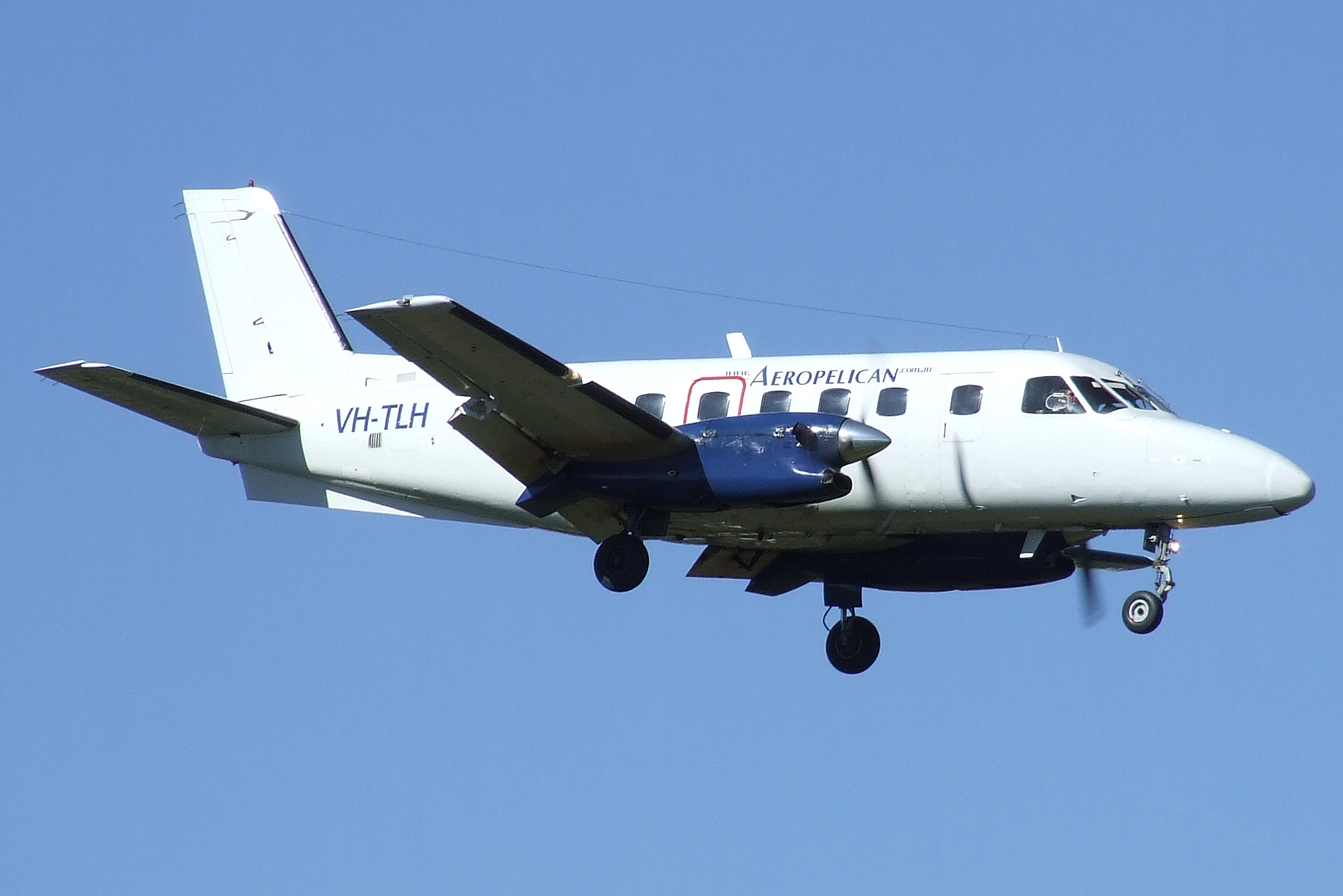
Embraer EMB 110 Bandeirante (Aeropelican VH-TLH)

Az Air Caledonian egy skóciai, prestwicki székhelyű légitársaság volt. Rövid életű regionális cég volt, mely Prestwick és a Skót szigetek között működtetett járatokat. Központja a Prestwick Nemzetközi Repülőtér volt. 2005-ben fejezte be a légiszállítást.

## Története
A céget 2003-ban alapították, és 2004. december 6-án indult az első járata. 2005 januárjában hagyott fel a repüléssel. Egyetlen tulajdonosa a Clasair volt.

## Flottája
Flottája egyetlen Embraer EMB 110 Bandeirante típusú repülőből állt.

## Fordítás
- Ez a szócikk részben vagy egészben  az   Air Caledonian című angol Wikipédia-szócikk fordításán alapul.  Az eredeti cikk szerkesztőit annak laptörténete sorolja fel. Ez a jelzés csupán a megfogalmazás eredetét és a szerzői jogokat jelzi, nem szolgál a cikkben szereplő információk forrásmegjelöléseként.